# Emae
Emae es una isla del grupo de las Sheperd, provincia de Shefa, Vanuatu. Maunga Lasi es el pico más alto con 644 m. Forma el borde norte (en su mayoría) del volcán submarino de Makura, que también cubre las islas cercanas de Makura y Mataso. Tiene aproximadamente 10 km de longitud y hasta 5 km de ancho, con un área de 32 kilómetros cuadrados.

## Población
En la isla, hay una población de alrededor de 750 habitantes,  con un crecimiento anual del 3,1 %. La principal actividad económica es la agricultura de subsistencia. El PIB de la isla es de  457 por $ habitante. A diferencia de las islas de los alrededores pobladas por melanesios, Emae y Makura son islas periféricas polinesias. El idioma de la isla, también llamado Emae, pertenece a la familia de lenguas futunas. Muchos de los isleños ahora viven en Port Vila.